# Wilhelm Hennis
Wilhelm Hennis (* 18. Februar 1923 in Hildesheim; † 10. November 2012 in Freiburg im Breisgau) war ein deutscher Politikwissenschaftler. Von 1967 bis 1988 lehrte er an der Albert-Ludwigs-Universität Freiburg.

## Leben und Wirken
Wilhelm Hennis, Sohn des Handelsvertreters und Botanikers Wilhelm Hennis und dessen Frau Gertrud Hennis, geb. Hellberg, und Enkel des gleichnamigen Gründers einer Orchideengärtnerei, verbrachte die ersten zehn Lebensjahre in seiner Geburtsstadt Hildesheim. Im Jahr 1933 wanderte die Familie nach Venezuela aus, wo der Vater im Auftrag des Präsidenten Juan Vicente Gómez in San Juan de los Morros, einem kleinen Ort am Rande der Llanos eine Maulbeerplantage anlegen sollte, um Venezuela in der Seidenproduktion autark zu machen. Das Projekt scheiterte aus klimatischen Gründen schnell, weshalb die Familie in die Hauptstadt Caracas zog, wo Hennis die deutsche Humboldt-Schule besuchte. Ende 1937 kehrte er der besseren Schulbildung wegen nach Deutschland zurück und besuchte die Freiherr-von-Fletcher-Schule in Dresden, wo er im Internat lebte. Nach dem Abitur 1942 wurde er umgehend zur Marine eingezogen und diente als Offizier bis zu seiner Entlassung im August 1945. Er überlebte den Untergang des U-Boots U 2. Da er gegen Ende des Jahres 1944 die Übernahme des ihm angetragenen Amt des Nationalsozialistischen Führungsoffiziers ablehnte, wurde er vom Dienst entbunden und an die Front nach Stavanger verlegt. Kurz darauf wurde er wegen Wehrkraftzersetzung angezeigt. Zu einem Verfahren kam es vor Kriegsende nicht mehr. In Norwegen geriet Hennis kurzzeitig in britische Kriegsgefangenschaft. Am 4. August 1945 kehrte er bereits in seine Heimatstadt zurück.
Zum Wintersemester 1945/46 immatrikulierte sich Hennis an der Universität Göttingen für das Studium der Rechtswissenschaft, das er nach sieben Semestern im Oktober 1949 mit dem ersten Staatsexamen vor dem Oberlandesgericht Celle abschloss. Anschließend verfasste er seine Doktorarbeit Das Problem der Souveränität, mit der er 1951 bei Rudolf Smend promoviert wurde. Noch 1945 gehörte Hennis zu den Gründern der Göttinger Universitätszeitung, bei der er erste publizistische Erfahrungen sammelte. Zudem engagierte er sich mit befreundeten Kommilitonen, darunter Horst Ehmke und Peter von Oertzen, im SDS. Wie diese fühlte sich Hennis dem Lehrer Rudolf Smend immer verbunden, dessen Staatsrechtliche Abhandlungen er 1954 erstmals herausgab. Insofern ist Hennis im Schulstreit der deutschen Staatsrechtslehre in der frühen Bundesrepublik der Smend-Schule zuzurechnen, obwohl er sich von deren Verfassungs- und Grundrechtsverständnis immer wieder distanzierte.
Nach der Promotion ging Hennis nach Bonn, wo er als wissenschaftlicher Mitarbeiter der SPD-Fraktion im Bundestag tätig war. Er arbeitete für Adolf Arndt, den Rechtsexperten der Fraktion, der in dieser Zeit mehrere Klagen vor dem eben eingerichteten Bundesverfassungsgericht vorbereitete, mittels derer die SPD Einfluss auf die Außenpolitik gewinnen wollte. So war Hennis an der Vorbereitung der Schriftsätze beteiligt, die den Klagen gegen Schuman-Plan und EVG-Vertrag zugrunde lagen. 1951 übernahm Arndt zudem die Vertretung der Verfassungsbeschwerde des Hamburger Senatsdirektors Erich Lüth und überließ seinem jungen Mitarbeiter Hennis die Ausarbeitung der Beschwerde, die im Dezember 1951 beim Bundesverfassungsgericht einging. Das Lüth-Urteil, das für die Grundrechtsdogmatik epochal war, erging erst 1958. Zu diesem Zeitpunkt hatte Hennis die Rechtswissenschaft längst zugunsten der Politikwissenschaft aufgegeben. Mit seiner Rolle als „nicht wegzudenkendes Glied (...) in der Kausalkette“, die zu dem folgenreichen Urteil führte, kokettierte er in späteren Jahren aber gern.
Auf Einladung Henry Kissingers reiste Hennis 1952 in die Vereinigten Staaten und verbrachte den Sommer in Harvard. Er konnte den Aufenthalt in Amerika um einige Monate verlängern und kam in persönlichen Kontakt mit Otto Kirchheimer, Eric Voegelin und Leo Strauss. Im März 1953 wurde Hennis Assistent von Carlo Schmid am Institut für Politische Wissenschaft der Universität Frankfurt am Main. Hier reichte er im Herbst 1959 seine Habilitationsschrift Zum Begriff der politischen Wissenschaft – Ein Beitrag zu ihrer Rekonstruktion ein, mit der er sich im Juni 1960 habilitierte und die 1963 unter dem Titel Politik und Praktische Philosophie. Eine Studie zur Rekonstruktion der politischen Wissenschaft erstmals veröffentlicht wurde. Die Arbeit war in der Fakultät nicht auf einhellige Zustimmung gestoßen, worin sich ein Richtungsstreit zwischen empirisch-sozialwissenschaftlicher und philosophischer Orientierung innerhalb der im Aufbau befindlichen Politikwissenschaft abzeichnete. Noch im Sommer 1960 erhielt Hennis einen Ruf an die Pädagogische Hochschule Hannover, schon 1962 wurde er als ordentlicher Professor für Politische Wissenschaft neben Siegfried Landshut an die Universität Hamburg berufen. Von dort ging er 1967 an die Universität Freiburg, wo er bis zu seiner Emeritierung 1988 den Lehrstuhl für Politische Theorie innehatte. Zu Hennis’ akademischen Schülerinnen und Schülern gehören Heinrich Meier, Reinhard Mehring und Petra Weber, auch der Globalhistoriker Jürgen Osterhammel war an seinem Lehrstuhl tätig.
Von 1960 bis 1975 war Hennis Mitherausgeber der Reihe Politica. Abhandlungen und Texte zur politischen Wissenschaft im Luchterhand-Verlag. Dieses Projekt ist für die Geistesgeschichte der Bundesrepublik insofern bemerkenswert, als der zweite Herausgeber zunächst Roman Schnur, ein bekennender Schmittianer, war, der eben zu dieser Zeit gemeinsam mit Ernst-Wolfgang Böckenförde die Zeitschrift Der Staat gründete. Erklärtes Ziel der Herausgeber von Politica war, die alten Fronten zwischen Schmitt- und Smend-Schule in der jüngeren Generation zu überwinden. Die Reihe eröffnete mit Iring Fetschers Arbeit Rousseaus politische Philosophie und brachte schon als vierten Band 1962 die einflussreiche Habilitationsschrift Strukturwandel der Öffentlichkeit von Jürgen Habermas. Über einen zweiten Band von Habermas, die Aufsatzsammlung Theorie und Praxis, kam es aber schon 1963 zur Auseinandersetzung zwischen den Herausgebern: Schnur lehnte einen weiteren Titel des Frankfurters ab, Hennis, der nach 1968 zu Habermas’ Antipoden werden sollte, befürwortete das Buch. Schnur stieg im Streit aus dem Projekt aus, das fortan von Hennis und Hans Maier verantwortet wurde.
Hennis trat 1946 in die SPD ein, verließ die Partei aber im Jahr 1958 aus Protest gegen deren Unterstützung der Aktion Kampf dem Atomtod. 1962 kehrte er in die Partei zurück. Zu diesem Zeitpunkt hatte sich Hennis bereits als wichtiger akademischer Befürworter einer Wahlrechtsreform profiliert, die den Übergang von der Verhältniswahl zur relativen Mehrheitswahl anstrebte. So hatte er in Amtsgedanke und Demokratiebegriff, seiner Frankfurter Antrittsvorlesung im Februar 1961 für das Mehrheitswahlrecht in Ein-Mann-Wahlkreisen nach britischem Vorbild geworben, das dem Parlamentarischen Regierungssystem angemessener sei als das Verhältniswahlrecht. Er versuchte seine Partei für diese dort wenig populäre Forderung zu gewinnen und unterstützte 1966 die Bildung der Großen Koalition „einzig mit der Rechtfertigung, auf Dauer die verfassungs- und wahlrechtlichen Grundlagen einer parlamentarischen Kanzlerdemokratie zu legen“. Im Februar 1967 wurde Hennis von Innenminister Paul Lücke neben Günter Dürig, Thomas Ellwein, Ferdinand Hermens, Erwin Scheuch und Ulrich Scheuner in den Beirat zu Fragen der Wahlrechtsreform berufen, der unter dem Vorsitz Theodor Eschenburgs tagte. Als sich abzeichnete, dass die Reform von der SPD verschleppt wurde, um die FDP als möglichen Koalitionspartner zu erhalten, trat Hennis 1969 abermals aus der Partei aus, diesmal endgültig.
In Freiburg wurde Hennis seit 1968 zur Zielscheibe der Studentenbewegung. Seinerseits profilierte er sich mit seinem im Februar 1969 in der Zeitschrift Merkur publizierten Vortrag Die deutsche Unruhe als entschiedener Gegner der Bewegung. Vor dem Hintergrund Weimarer Erfahrungen sah er Gefahren für den Staat und die Hochschulen. So gehörte Hennis im Jahr 1970 zum engsten Gründerkreis des Bund Freiheit der Wissenschaft: gemeinsam mit Hans Maier, Richard Löwenthal und Hermann Lübbe hatte er den Gründungsaufruf formuliert (Ernst Nolte lieferte den Namen) und gehörte dem Gründungskomitee an. In einer Reihe von Publikationen positionierte sich Hennis als konservativer Mahner gegen Tendenzen der 1970er Jahre: in Demokratisierung. Zur Problematik eines Begriffs (1969) wandte er sich gegen die Übertragung des Staatsorganisationsprinzips Demokratie auf den gesellschaftlichen Bereich, in Legitimität. Zu einer Kategorie der Bürgerlichen Gesellschaft (1975) argumentierte er gegen Habermas’ Legitimationsprobleme im Spätkapitalismus und in Organisierter Sozialismus (1977) gegen den Orientierungsrahmen ’85, ein Programmpapier des linken SPD-Flügels. Nach Bildung der Sozialliberalen Koalition 1969 war Hennis zudem in die CDU eingetreten und arbeitete in der von seinem Göttinger Kommilitonen Richard von Weizsäcker geleiteten Grundsatz-Kommission der Partei mit.
Quer zu seinem parteipolitischen Engagement stand Hennis’ Einsatz gegen die zivile Nutzung der Kernenergie. Er hielt den Paragraphen 9a des Atomgesetzes, der die Entsorgung regelt, für verfassungswidrig, „da eine vor den späteren Generationen verantwortbare Entsorgung nicht möglich ist“. Gemeinsam mit Max Himmelheber und Fabian von Schlabrendorff gewann er den Verleger Ernst Klett dafür, ein Rechtsgutachten bei Hasso Hofmann in Auftrag zu geben, das sich zu der Monographie Rechtsfragen der atomaren Entsorgung ausweitete. Die friedliche Nutzung der Atomenergie erklärte Hennis als „einer freiheitlichen Gesellschaft unwürdig“.
1977/78 hatte Hennis die Theodor-Heuss-Professur an der New School for Social Research in New York inne. Hier kam er in Kontakt mit Hans Staudinger, der vor dem Ersten Weltkrieg in Heidelberg studiert hatte und Max Weber zutiefst verehrte. Bei Hennis wurde dadurch eine alte Leidenschaft für Weber reaktiviert: Er berichtete später, dass diese Leidenschaft 1944 mit der Lektüre von Karl Jaspers’ Buch Max Weber. Deutsches Wesen im Politischen Denken, im Forschen und Philosophieren (1932) begonnen und seine Studienzeit geprägt habe, dass er sich dann aber im Gefolge von Eric Voegelin und Leo Strauss von Weber distanziert hätte. Aus New York zurückgekehrt, wandte sich Hennis einer vertieften Weber-Lektüre zu, veröffentlichte 1982 den ersten Aufsatz zum Thema (Max Webers Fragestellung) und publizierte dann über zwanzig Jahre auf diesem Feld; seine Weber-Studien liegen heute gesammelt in drei Bänden vor (Max Webers Fragestellung (1987), Max Webers Wissenschaft vom Menschen (1996) und Max Weber und Thukydides (2003)). Hennis knüpft an frühe Weber-Interpretationen Karl Löwiths und Siegfried Landshuts an und wendet sich dezidiert gegen die Inanspruchnahme Webers als Gründervater der modernen Soziologie, wie sie sich in Folge der Arbeiten Talcott Parsons durchgesetzt hatte und auch von den Herausgebern der Max-Weber-Gesamtausgabe verfochten wird. Hennis dagegen stellt Weber in die Tradition der politischen Philosophie seit Platon und macht in seinem Werk die zentrale Fragestellung nach dem Schicksal des Menschentums unter den Bedingungen der Moderne aus, woraus sich das durchgängige Thema des Zusammenhangs von Persönlichkeit und Lebensordnung ergeben habe.
Hennis verstand die Politikwissenschaft als praktische Wissenschaft. Seinen Ansatz hatte er in der Habilitationsschrift Politik und praktische Philosophie dargelegt und daran immer festgehalten. Er knüpfte an die aristotelische Unterscheidung von Theorie und Praxis an. Während theoretische Wissenschaften Erkenntnisse um ihrer selbst willen erstrebten, bezögen sich praktische Wissenschaften (bei Aristoteles Politik, Ethik und Ökonomie) immer auf ein menschliches Handeln und damit auf ein bewusstes Wählen. Politikwissenschaft als praktische Wissenschaft in dieser Tradition ist für Hennis durch zwei wesentliche Aspekte bestimmt: zum einen durch ihren teleologischen Charakter, insofern sie immer auf Sinn und Zweck von Herrschaft bezogen ist und daher notwendigerweise normative Elemente enthält, zum anderen durch ihre wissenschaftliche Methode, die niemals zu derart exakten Resultaten führen könne wie in den theoretischen Wissenschaften, vielmehr in der Topik, dem Sammeln und Abwägen von Argumenten, ihre angemessene Arbeitsweise finde. Nach Hennis ging diese Tradition im Zuge des modernen Rationalismus (René Descartes, Francis Bacon; von Thomas Hobbes auf die politische Theorie übertragen) verloren, der den Wissenschaftsbegriff der theoretischen Wissenschaften auch auf die Praxis übertragen habe.  Hennis’ Rekonstruktion des traditionellen Wissenschaftsverständnisses brachte ihn in Gegensatz zu vorherrschenden empirisch-szientistischen Ansätzen der Politikwissenschaft. In seinen Schriften setzte er sich, immer von aktuellen Problemlagen ausgehend, mit Fragen der Regierungslehre, der politischen Parteien und der Ideengeschichte auseinander. Seit den 1960er Jahren begleitete er die politische Entwicklung der Bundesrepublik auch in Artikeln der Tagespresse.
Hennis war mit der Kunsthistorikerin Haide Hennis, geb. Gundelach (1922–2004), verheiratet. Der Ehe entstammen zwei Töchter und ein Sohn.

## Ehrungen
1987 erhielt Hennis das Große Bundesverdienstkreuz der Bundesrepublik Deutschland und 2003 den Reuchlinpreis der Stadt Pforzheim. 1988 wurde er zum korrespondierenden Mitglied der Göttinger Akademie der Wissenschaften gewählt. Am 14. Juli 2009 erhielt er den Dr. rer. pol. ehrenhalber der Universität Hamburg. Die Laudatio hielt Christine Landfried. Im selben Jahr wurde ihm der Theodor-Eschenburg-Preis der DVPW verliehen.

## Schriften (Auswahl)
- Das Problem der Souveränität. Ein Beitrag zur neueren Literaturgeschichte und gegenwärtigen Problematik der politischen Wissenschaften. Mit einem Vorwort von Christian Starck. Mohr Siebeck, Tübingen 2003, ISBN 3-16-147974-2 (Zugleich: Göttingen, Universität, Dissertation, 1951 maschinschriftlich; zu Hennis’ 80. Geburtstag erstmals publiziert).
- Politik und praktische Philosophie. Eine Studie zur Rekonstruktion der politischen Wissenschaft (= Politica. Abhandlungen und Texte zur politischen Wissenschaft. 14, ZDB-ID 504386-4). Luchterhand, Neuwied am Rhein u. a. 1963 (Zugleich: Frankfurt am Main, Universität, Habilitations-Schrift, 1959/1960).
- als Herausgeber mit Peter Graf von Kielmansegg und Ulrich Matz: Regierbarkeit. Studien zu ihrer Problematisierung. Klett-Cotta, Stuttgart 1977 (Band 1) und 1979 (Band 2).
- Max Webers Fragestellung. Studien zur Biographie des Werks. Mohr, Tübingen 1987, ISBN 3-16-345150-0 (In englischer Sprache: Max Weber. Essays in Reconstruction. Translated by Keith Tribe. Allen & Unwin, London 1988, ISBN 0-04-301301-5; in italienischer Sprache: Il problema Max Weber. A cura di Enzo Grillo. Laterza, Rom u. a. 1991, ISBN 88-420-3753-2; in französischer Sprache: La problématique de Max Weber. Traduit de l’allemand par Lilyane Deroche-Gurcel. Presses Universitaires de France, Paris 1996, ISBN 2-13-046650-8).
- Max Webers Wissenschaft vom Menschen. Neue Studien zur Biographie des Werks. Mohr, Tübingen 1996, ISBN 3-16-146543-1, ISBN 3-16-146544-X (In englischer Sprache: Max Weber’s Science of Man. New Studies for a Biography of the Work. Translated by Keith Tribe. Threshold Press, Newbury 2000, ISBN 1-903152-00-3).
- Politik als praktische Wissenschaft. Aufsätze zur politischen Theorie und Regierungslehre. Piper, München 1968. (In englischer Sprache: Politics as a practical Science. Translated by Keith Tribe. Palgrave Macmillan, Basingstoke u. a. 2009, ISBN 978-0-230-00728-4).
- Auf dem Weg in den Parteienstaat. Aufsätze aus vier Jahrzehnten (= Reclams Universal-Bibliothek. Nr. 9724). Reclam, Stuttgart 1998, ISBN 3-15-009724-X.
- Politikwissenschaftliche Abhandlungen. 2 Bände. Mohr Siebeck, Tübingen
  - Band 1: Regieren im modernen Staat. 1999, ISBN 3-16-147344-2;
  - Band 2: Politikwissenschaft und politisches Denken. 2000, ISBN 3-16-147253-5.
- Max Weber und Thukydides. Die „hellenische Geisteskultur“ und die Ursprünge von Webers politischer Denkart (= Nachrichten der Akademie der Wissenschaften zu Göttingen. Philologisch-Historische Klasse. Jg. 2003, Nr. 1, ISSN 0065-5287).
- Max Weber und Thukydides. Nachträge zur Biographie des Werks. Mohr Siebeck, Tübingen 2003, ISBN 3-16-147973-4.